# 余敏辉
余敏辉（1966年8月—），安徽黟县人，汉族，1998年12月加入民进，第十一届全国人民代表大会安徽地区代表。
1988年毕业于安徽师范大学历史系，1992年至1995年于北京师范大学古籍所硕士研究生学习，2002年至2005年于北京师范大学古籍所攻读历史学博士学位。历任淮北煤炭师范学院（现淮北师范大学）历史系教师、教研室主任，历史系副主任、主任，教育发展研究中心副主任（正处级），学报编辑部主任。2002年当选民进安徽省委常委、淮北市委主委。2003年1月任淮北市人大常委会副主任。2017年11月，任淮北师范大学副校长。
2008年起担任全国人大代表。